# Galaxius Mons
Galaxius Mons é um grupo de montanhas no quadrângulo de Cebrenia em Marte localizado a 35.1 latitude norte e 217.8 longitude oeste.  Seu diâmetro é de 22 km e recebeu o nome de uma formação de albedo clássica. 